# 奧拉德艾舍
35°50′N 0°58′E / 35.833°N 0.967°E
奧拉德艾舍（阿拉伯语：‎），是阿爾及利亞的城鎮，位於該國西北部埃利贊省，由阿米穆薩區負責管轄，面積146平方公里，海拔高度297米，2008年人口8,916，人口密度每平方公里61人。